# Creed Live
Creed Live est le premier album live du groupe Creed sorti en 2009.

## Liste des chansons
| No  | Titre                | Durée |
| --- | -------------------- | ----- |
| 1.  | Bullets              |       |
| 2.  | Overcome             |       |
| 3.  | My Own Prison        |       |
| 4.  | Say I                |       |
| 5.  | Never Die            |       |
| 6.  | Torn                 |       |
| 7.  | A Thousand Faces     |       |
| 8.  | What If              |       |
| 9.  | Unforgiven           |       |
| 10. | Are You Ready?       |       |
| 11. | What's This Life For |       |
| 12. | Faceless Man         |       |
| 13. | With Arms Wide Open  |       |
| 14. | My Sacrifice         |       |
| 15. | One                  |       |
| 16. | One Last Breath      |       |
| 17. | Higher               |       |
| 18. | Overcome (Reprise)   |       |